# Agasthiyamalaia pauciflora
Agasthiyamalaia pauciflora là một loài thực vật có hoa trong họ Bứa. Loài này được (Bedd.) S.Rajkumar & Janarth. mô tả khoa học đầu tiên năm 2007.